# Underhållsplan
En underhållsplan är en plan för underhållet av ett fysiskt objekt, vanligtvis en fastighet, byggnad eller anläggning. Underhållsplanen berättar vilket underhåll som ska göras, när det ska göras och oftast även hur mycket det kommer att kosta. 

## Innehåll
En underhållsplan kan se ut på många olika sätt och det finns inga etablerade standarder i Sverige för vad en underhållsplan ska innehålla. En underhållsplan innehåller vanligtvis en lista av underhållsåtgärder. För varje underhållsåtgärd bör det finnas:
- Benämning av åtgärden. Exempelvis målning av träfasad.
- Tidpunkt och intervall. När ska åtgärden ska utföras och med vilket tidsintervall den ska återkomma (om åtgärden är att upprepad karaktär). Exempelvis 2027 och upprepning med 8 års intervall.
- Kostnad. Hur mycket åtgärden bedöms kosta. Exempelvis 1 500 000 kr. Denna kostnad kan även indexuppräknas för att ta hänsyn till ökade kostnader framåt i tiden.
- Omfattning. Hur många komponenter, eller hur mycket av en komponent, behöver underhållas? Exempelvis: 1200 m² fasadyta.
- Vart ska underhållet utföras? En närmare beskrivning av vart på en fastighet som underhållet ska genomföras. Exempelvis byggnad 5 eller norrfasad.

Åtgärdslistan presenteras vanligtvis i en tabell och kan även kompletteras med olika diagram och ekonomiska nyckeltal. Underhållsplanen kan också innehålla en historik över tidigare utfört underhåll.

## Arbetsprocess
Processen för att ta fram och jobba med en underhållsplan för en eller flera fastigheter består av följande huvudsakliga steg:
1. Förstudie: ta reda på grundläggande information om fastigheterna som ska underhållsplaneras, exempelvis byggår och utformning.
2. Informationsinsamling: insamling av underlag för att lättare kunna ta fram planen, exempelvis ritningar, besiktningsprotokoll och inventarielistor.
3. Besiktning: Detaljerad genomgång av fastigheterna för att ta reda på ingående delars status, mängder och underhållsbehov.
4. Sammanställning: Den insamlade informationen från besiktningen sammanställs i form av en underhållsplan.
5. Arbeta med underhållsplanen: Kontinuerligt underhållsarbete genomförs och underhållsplanen uppdateras för att hela tiden utgöra ett korrekt underlag för nästa års plan och budget.

## Lagar och föreskrifter
I Sverige finns följande bestämmelser som rör underhållsplan:

### Plan- och Bygglagen (PBL)
8 kap 14 §: “Ett byggnadsverk ska hållas i vårdat skick och underhållas så att dess utformning och de tekniska egenskaper som avses i 4 § i huvudsak bevaras. Underhållet ska anpassas till omgivningens karaktär och byggnadsverkets värde från historisk, kulturhistorisk, miljömässig och konstnärlig synpunkt.
Om byggnadsverket är särskilt värdefullt från historisk, kulturhistorisk, miljömässig eller konstnärlig synpunkt, ska det underhållas så att de särskilda värdena bevaras.“

### Boverkets Byggregler (BBR)
2:5 Drift- och skötselinstruktioner m.m.: “Innan byggnader eller delar av dem tas i bruk bör det finnas skriftliga instruktioner för hur och när idrifttagande och provning samt skötsel och underhåll ska utföras. Detta för att de krav på byggnader och deras installationer som följer av dessa föreskrifter och av huvudförfattningarna ska uppfyllas under brukstiden. Vid ändring av byggnader kan befintliga instruktioner behöva kompletteras eller uppdateras. Dokumentationen ska anpassas till byggnadens användning samt till installationernas omfattning och utformning. […]
En plan för periodiskt underhåll bör omfatta 30 år.”

### Bostadsrättslagen
3 kap 1a §: "Den ekonomiska planen ska innehålla de upplysningar som är av betydelse för en bedömning av bostadsrättsföreningens verksamhet på kort och lång sikt, däribland uppgifter om föreningens fastighet, kostnader och finansiering samt en ekonomisk prognos och en känslighetsanalys. Av planen ska det också framgå om förutsättningarna för registrering enligt 1 kap. 5 § är uppfyllda. Till den ekonomiska planen ska en teknisk underhållsplan som visar fastighetens underhålls- och återinvesteringsbehov de kommande 50 åren bifogas"
Ovan är en ändring i Bostadsrättslagen som börjar gälla fr.o.m. 1 juni 2024 och gäller vid nyregistrering av bostadsrättsföreningar.
7 kap 4 §: “Sedan tillträde medgetts är föreningen skyldig att hålla lägenheten, huset och marken i gott skick, i den mån ansvaret inte enligt 12 § vilar på bostadsrättshavaren.” samt
9 kap 5 §: “Bostadsrättsföreningens stadgar ska innehålla uppgifter om […]  grunderna för avsättning av medel för att säkerställa underhållet av föreningens hus,”

### Lagen om förvaltning av samfälligheter
19§: “Föreningen skall vid förvaltningen tillgodose medlemmarnas gemensamma bästa. Varje medlems enskilda intressen skall även beaktas i skälig omfattning.
En samfällighetsförening som förvaltar en gemensamhetsanläggning skall avsätta medel till en fond för att säkerställa underhåll och förnyelse av gemensamhetsanläggningen, när gemensamhetsanläggningen
  1. är av kommunalteknisk natur eller annars av större värde samt inrättad för småhusfastigheter eller för sådana fastigheter tillsammans med hyresfastigheter eller bostadsrättsfastigheter, eller
  2. tillförsäkrar en tredimensionell fastighet eller ett tredimensionellt fastighetsutrymme sådana rättigheter som avses i 3 kap. 1 a § första stycket 2 fastighetsbildningslagen (1970:988).
I de fall som avses i andra stycket skall föreningens styrelse också upprätta en underhålls- och förnyelseplan. Den skall innehålla de upplysningar som är av betydelse för att fondavsättningarnas storlek skall kunna bedömas. Lag (2003:629).”